# Wienerschnitzel

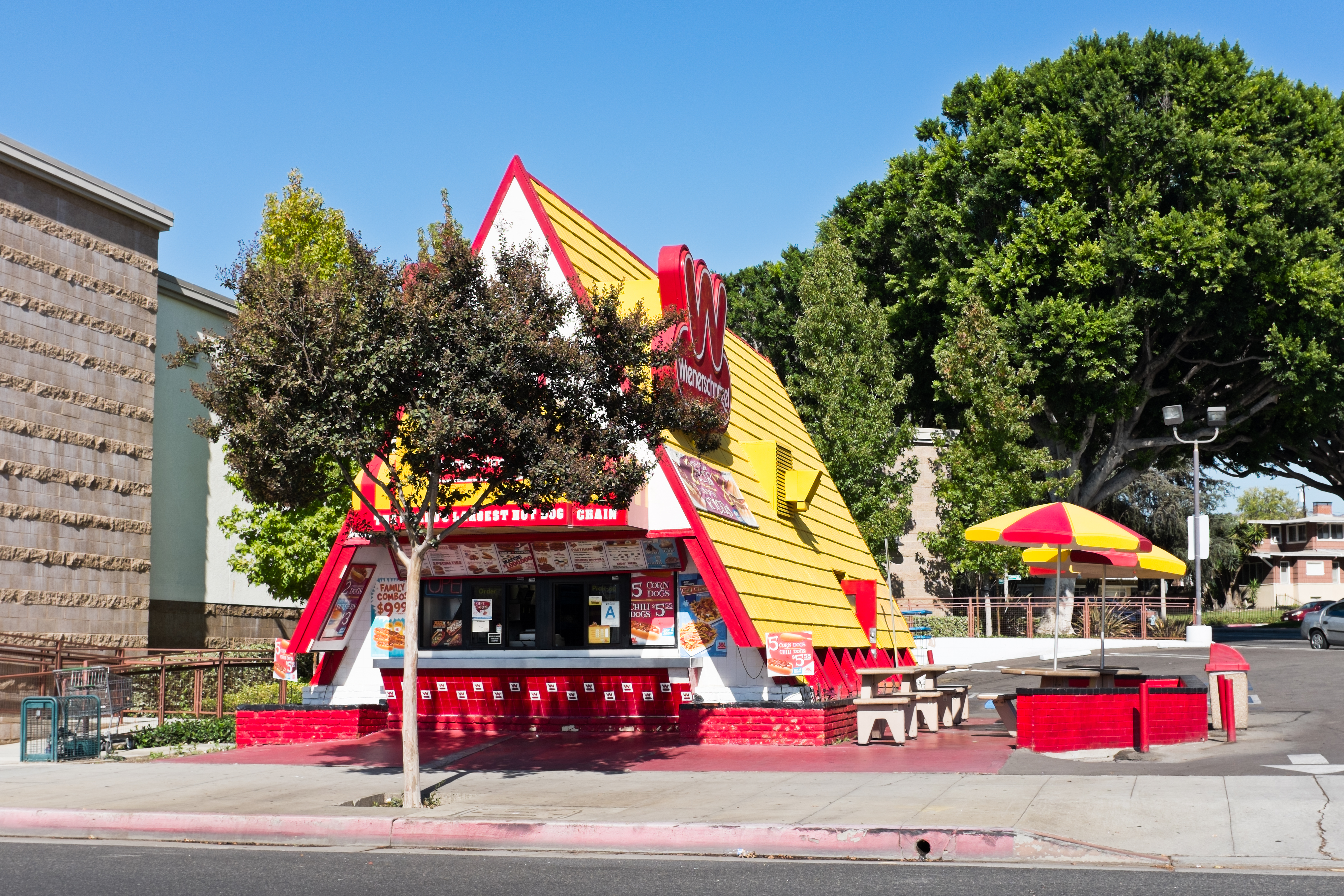
Wienerschnitzel en Whittier, California

Wienerschnitzel es una cadena estadounidense de restaurantes de comida rápida. Fue fundado en 1961 bajo el nombre "Der Wienerschnitzel" y especializaba en hot dogs. Hoy día, además de hot dogs tienen un menú variado con comida especializada como helado y papas fritas con queso y chili. Casi todos los restaurantes de Wienerschnitzel están localizados en California, pero también existen en Arizona, Nuevo México, Texas, Utah, Washington, Colorado, Luisiana, Illinois y en Santiago, Chile. La mascota de promoción para los restaurantes es un hot dog que corre de la gente que lo quiere comer.
Los restaurantes son conocidos por la apariencia de los techos distintos de forma alto y puntiagudo. Algunos de los edificios recién construidos no tienen este detalle tan destacado.
El primer Wienerschnitzel fue fundado por John Galardi en 1961 cerca a la carretera Pacific Coast Highway al lado oeste del calle Figueroa Street en Los Ángeles. Este local se mantiene abierto hoy día.
En 1977, Los restaurantes dejaron de usar el "Der" y cambiaron su nombre a sólo "Wienerschnitzel." Sin embargo, todavía hay gente que usa el nombre completo o lo abrevian "D.W."
Es importante mencionar que los restaurantes no venden la comida tradicional de Austria Wiener Schnitzel ni comidas parecidas.